# 허우장성
허우장성(베트남어: Hậu Giang / 省後江)은 베트남의 오래된 지방이다. 2025년 6월 12일, 허우장성 성이 껀터 편입되었다.

## 역사
1976년 이전에, ‘허우장’(Hậu Giang)이라는 말은 허우강을 뜻하는 명칭이었다. 1956년 이전의 현재의 허우장 지방의 면적은 껀터와 락자성에 흩어져 있었다. 1957년 이후, 오늘날의 허우장성은 껀터 지방에 속한다. 1976년 3월, 옛 허우장성은 이전에 통합된 세 개의 성급 행정단위의 기초 위에 설립되었다. 1991년 12월 26일, 허우장성은 껀터와 속짱성으로 나눠졌다. 2003년 11월 26일, 껀터성은 현재 중부 껀터시와 허우장성으로 나누어졌다.

## 지리
허우장성은 메콩강 삼각주의 내륙 지역에 있는 지방이다. 허우장성은 메콩강 삼각주 내륙에 위치한 메콩강 삼각주 중심에 있는 지방으로, 지리적 위치가 다음과 같다.
- 동쪽은 속짱성과 접한다.
- 서쪽은 끼엔장성과 접한다.
- 남쪽의 박리에우성과 접한다.
- 북부는 껀터시와 빈롱성과 국경을 접하고 있다.

이 지방의 수도는 현재 호찌민시에서 남서쪽으로 240km 떨어진 곳에 있는 비타인시로, 비타인시 - 껀터시를 연결하는 40km의 61번 국도를 통해 껀터시에서 60km 떨어진 곳에 있다.
그 지방은 허우강 하류에 위치해 있으며, 강과 운하의 네트워크 가운데 있다. 허우장은 남서 지역의 중심지인 껀터시와 인접해 있다. 허우장은 남서 지역의 쌀 중심지 중 하나이다. 이 지방은 모든 종류의 쌀과 과일나무에 강점을 가지고 있는데, 주로 민물새우와 소와 가축의 풍부한 공급원이 된다. 마이덤강은 유명한 특산물 메기가 있다. 이 지방은 응아바이 수상시장과 코이응이어 남끼 유적, 남베트남 전쟁 유적, 껀터성 당사, 땀부 유적, 호 아저씨 사원 등 국가 차원의 역사유적이 많다.

## 행정 구역

### 시
- 비타인시 (Thành Phố Vị Thanh / 渭淸市)
- 응아바이시 (Thành Phố Ngã Bảy / 我𠤩市)

### 시사
- 롱미 시사 (Thị xã Long Mỹ / 隆美 市社)

### 현
- 쩌우타인현 (Huyền Châu Thành / 周城縣)
- 쩌우타인A현 (Huyền Châu Thành A / 周城A縣)
- 롱미현 (Huyền Long Mỹ / 隆美縣)
- 풍히엡현 (Huyền Phụng Hiệp / 鳳合縣)
- 비투이현 (Huyền Vị Thủy / 渭水縣)

## 인구 통계
2019년 4월 1일 현재 허우장성의 인구는 733,017명, 인구밀도는 480명/km2에 달했다. 이 중 도시 인구는 거의 186,371명으로 허우장성 인구의 25.4%를 차지했으며h, 농촌 인구는 546,646명으로 인구의 74.6%를 차지한다. 남성의 인구는 366,206명이며, 여성은 366,811명에 이른다. 지역 성별 인구 자연증가율은 0.33% 감소했다. 메콩강 삼각주 지역에서도 인구 733,000명 이상은 인구가 가장 적은 지역이다.
허우장성에는 많은 다양한 민족들이 살고 있다. 2009년 월 10년 기준으로, 허우장성은 유입된 35,268명의 소수민족 7,533 가구를 가지고 있으며, 그 중 대부분은 5,537가구를 가진 크메르족이 인구 전체의 3.16%를 차지한다. 유입된 25,536 가구는 1,977 가구로 9,530명이 살고 있는 중국계 가구이며, 참족, 에데족, 므엉족들은 58 가구 202명이 살고 있다.
2019년 4월 1일 기준으로, 11개의 서로 다른 종교 집단이 있으며, 인구는 91,031명에 달한다. 대부분이 불교로 45,996명에 달했으며, 까오다이교는 8751명, 개신교는 4,226명, 호아하오교는 3,226명이며, 베트남 순토 불교는 1,315명에 달했다. 그리고 히에우히에우교는 682명에 이르렀다. 이슬람과 같은 다른 종교는 48명, 도교는 13명, 브라만교는 1명밖에 없다.

## 갤러리

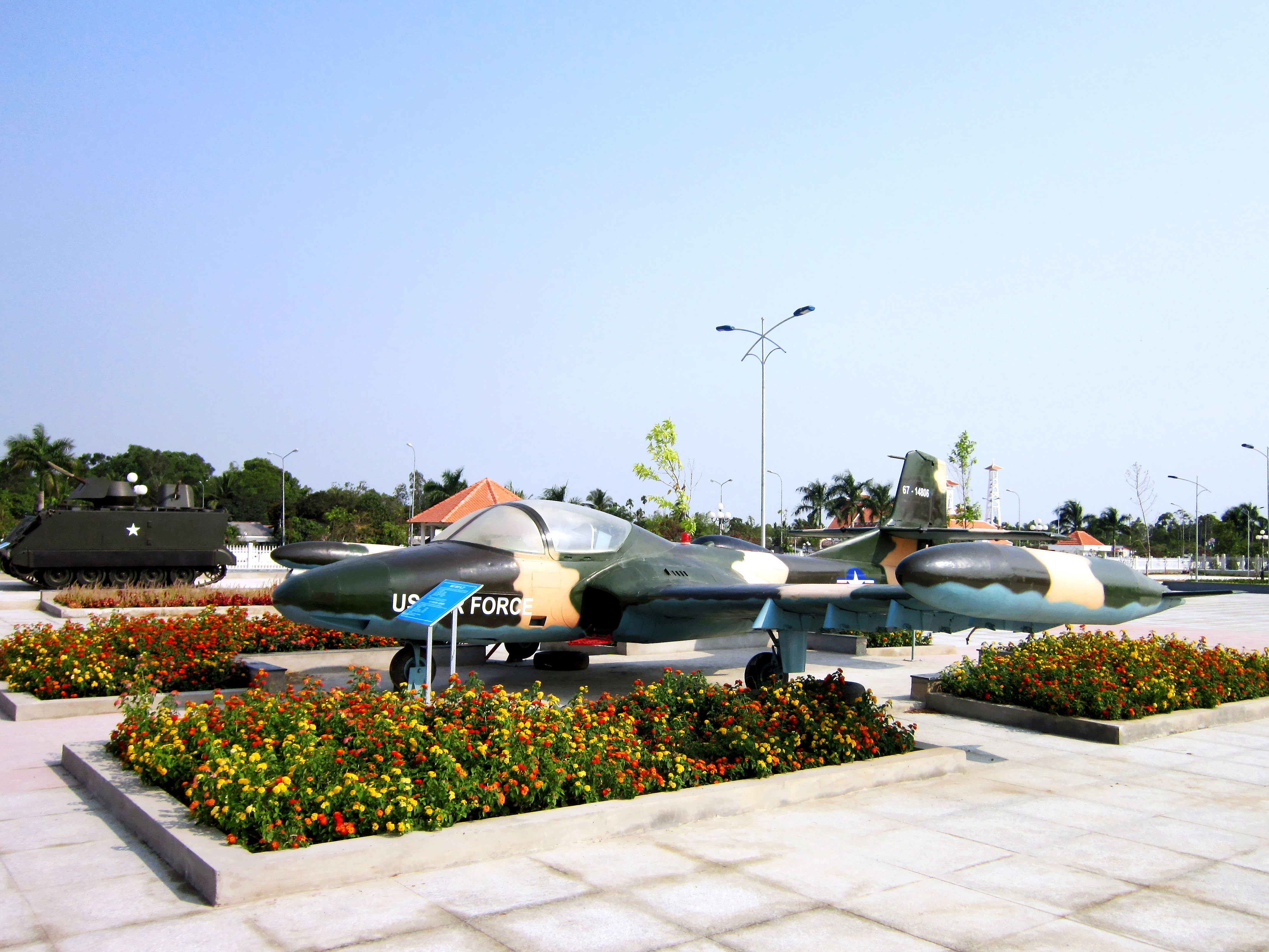
비타인시 5방에 있는 승전기념비
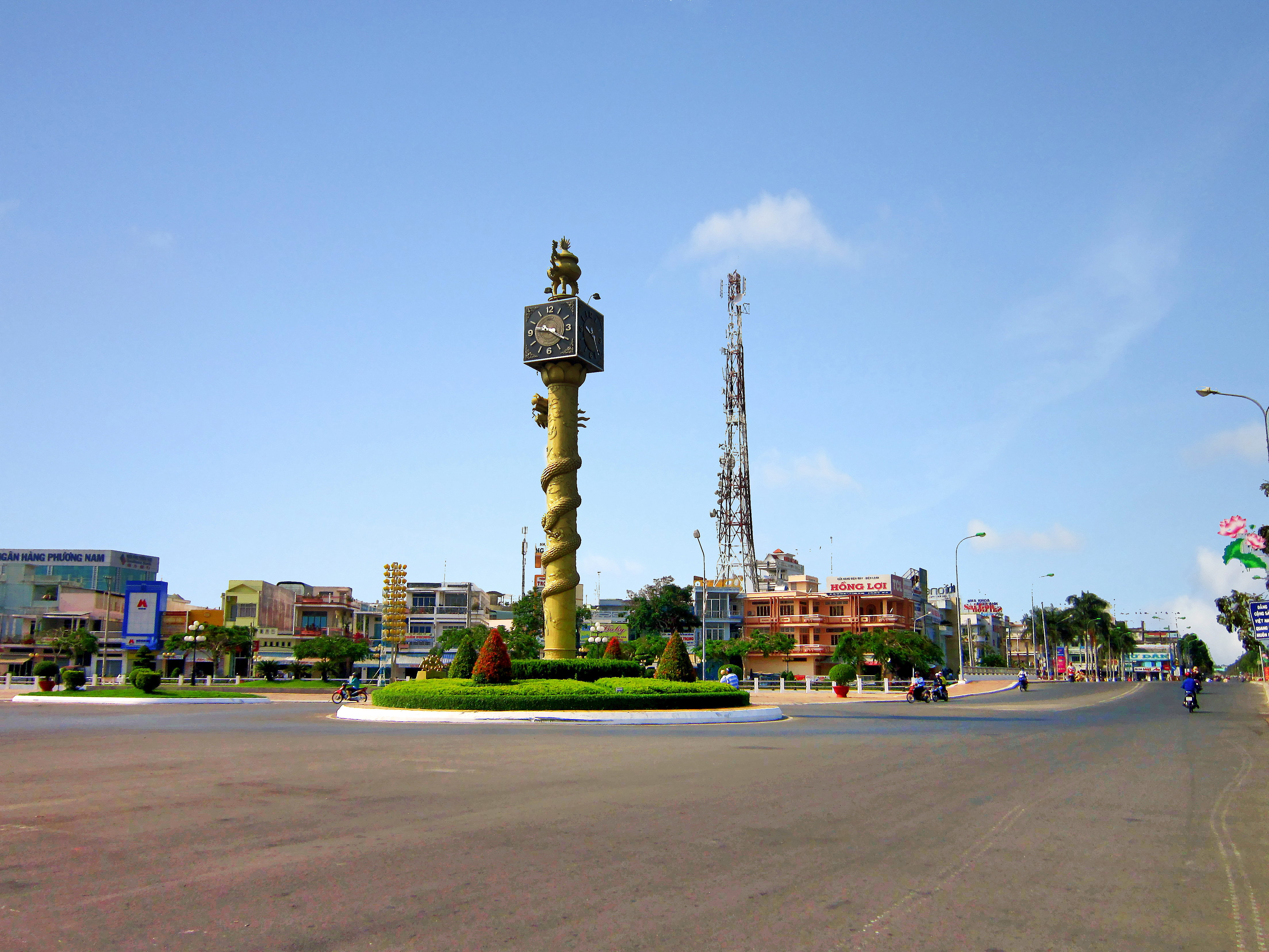
비타인시 중앙에 있는 시계탑
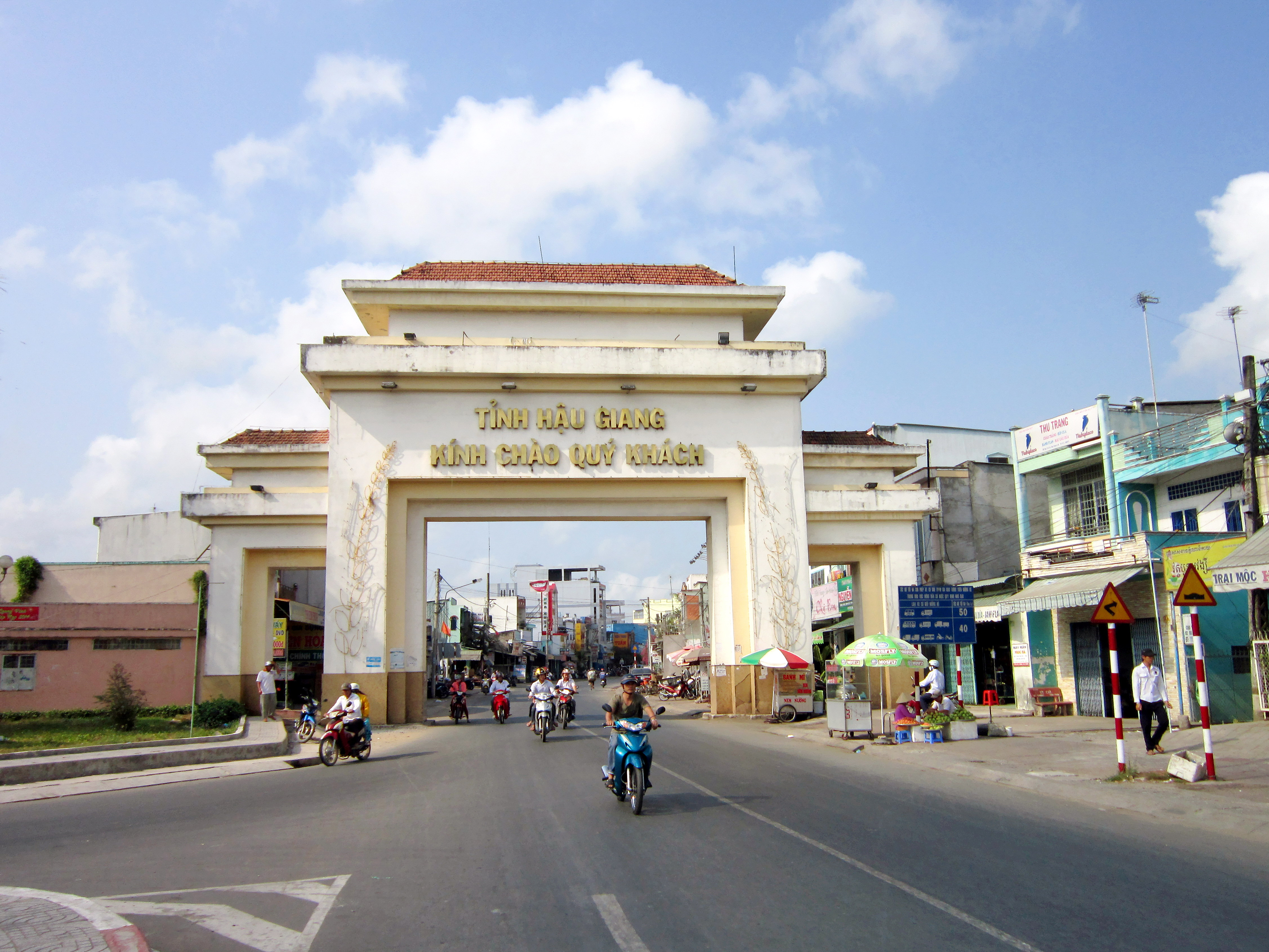
까이딱 시사 지역에 위치한 진입문
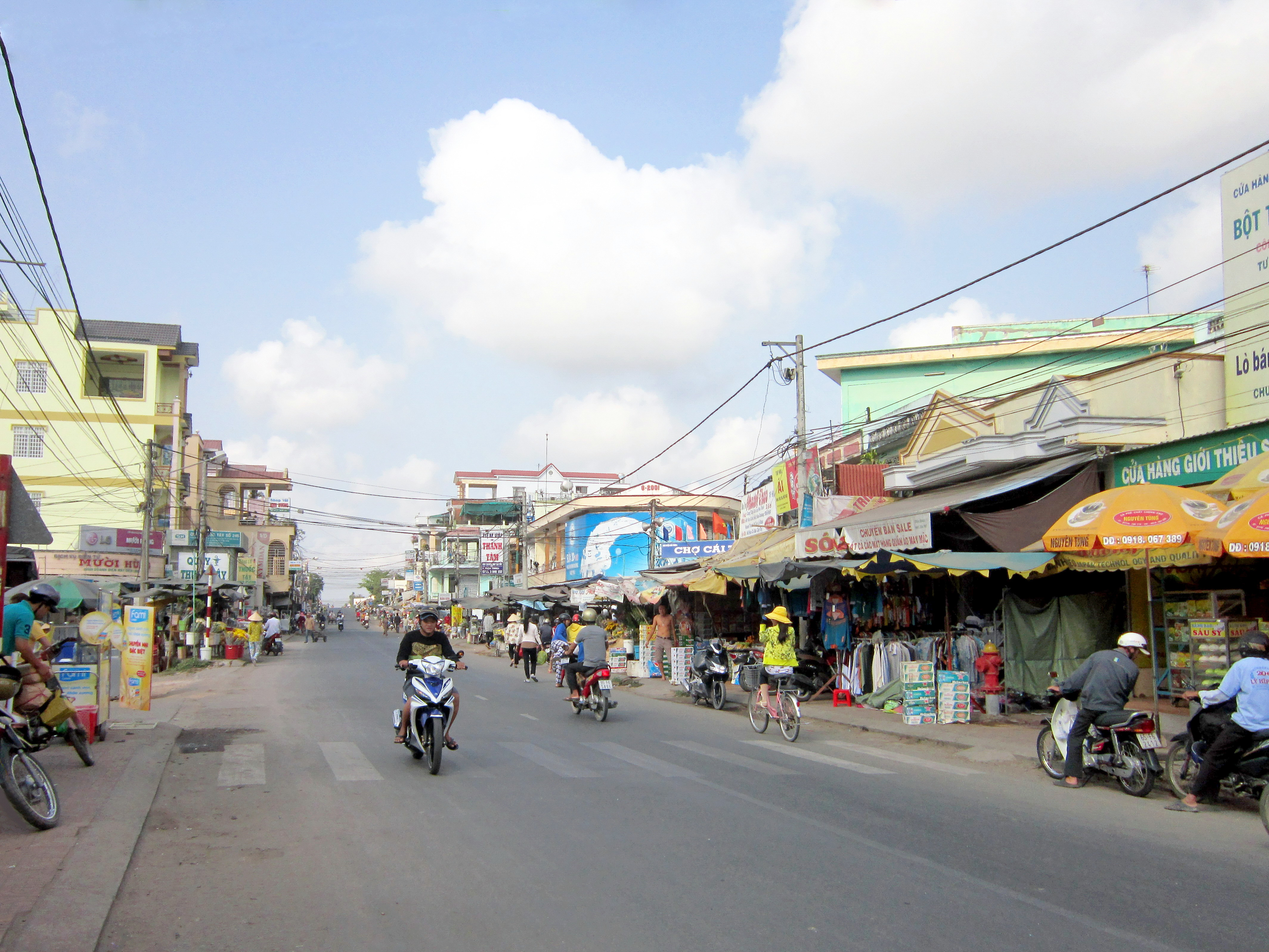
61번 국도, 까이딱 시사 시장 앞